# Логоварди
Логоварди (мкд. Логоварди) су насеље у Северној Македонији, у јужном делу државе. Логоварди припадају општини Битољ.

## Географија
Насеље Логоварди је смештено у јужном делу Северне Македоније. Од најближег већег града, Битоља, насеље је удаљено 6 km источно.
Логоварди се налазе у средишњем делу Пелагоније, највеће висоравни Северне Македоније. Насељски атар је равничарски, док се даље, ка југозападу, издиже планина Баба. Источно од села тече Црна река. Надморска висина насеља је приближно 580 метара.
Клима у насељу је умереноконтинентална.

## Становништво
Логоварди су према последњем попису из 2021. године имали 577 становника.
| Национални састав према попису из 2021.‍ | Национални састав према попису из 2021.‍ | Национални састав према попису из 2021.‍ | Национални састав према попису из 2021.‍ | Национални састав према попису из 2021.‍ |
| --------------------------------------- | --------------------------------------- | --------------------------------------- | --------------------------------------- | --------------------------------------- |
|                                         |                                         |                                         |                                         |                                         |
| Македонци                               | Македонци                               |                                         | 541                                     | 93,8%                                   |
| непописани                              | непописани                              |                                         | 25                                      | 4,3%                                    |

Већинска вероисповест био је православље.